# James Alexander Walker (peintre)
James Alexander Walker né en 1831 à Calcutta et mort le 24 décembre 1898 à Paris est un peintre britannique.

## Biographie

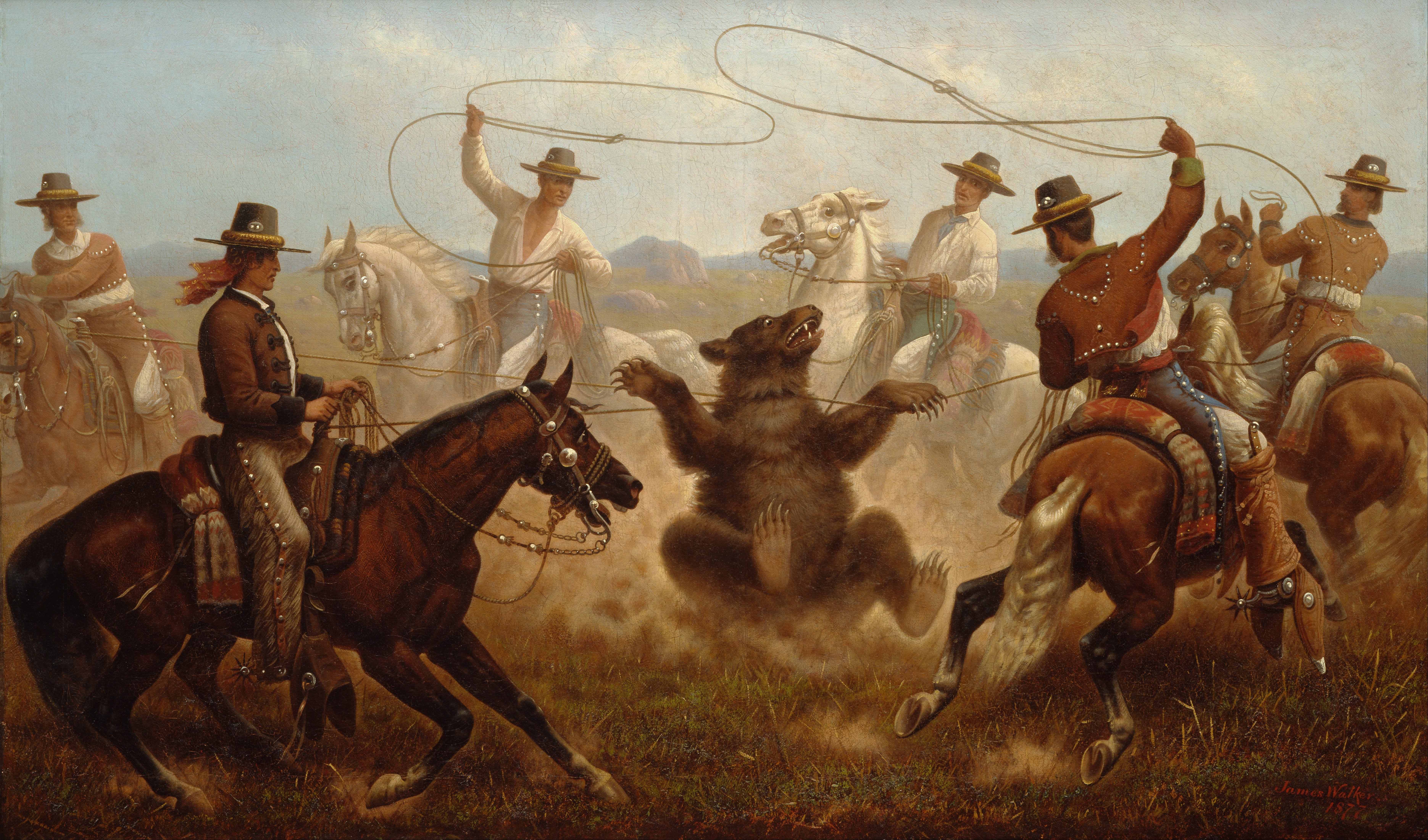
Cowboys capturant un ours (vers 1877), musée d'Art de Denver.

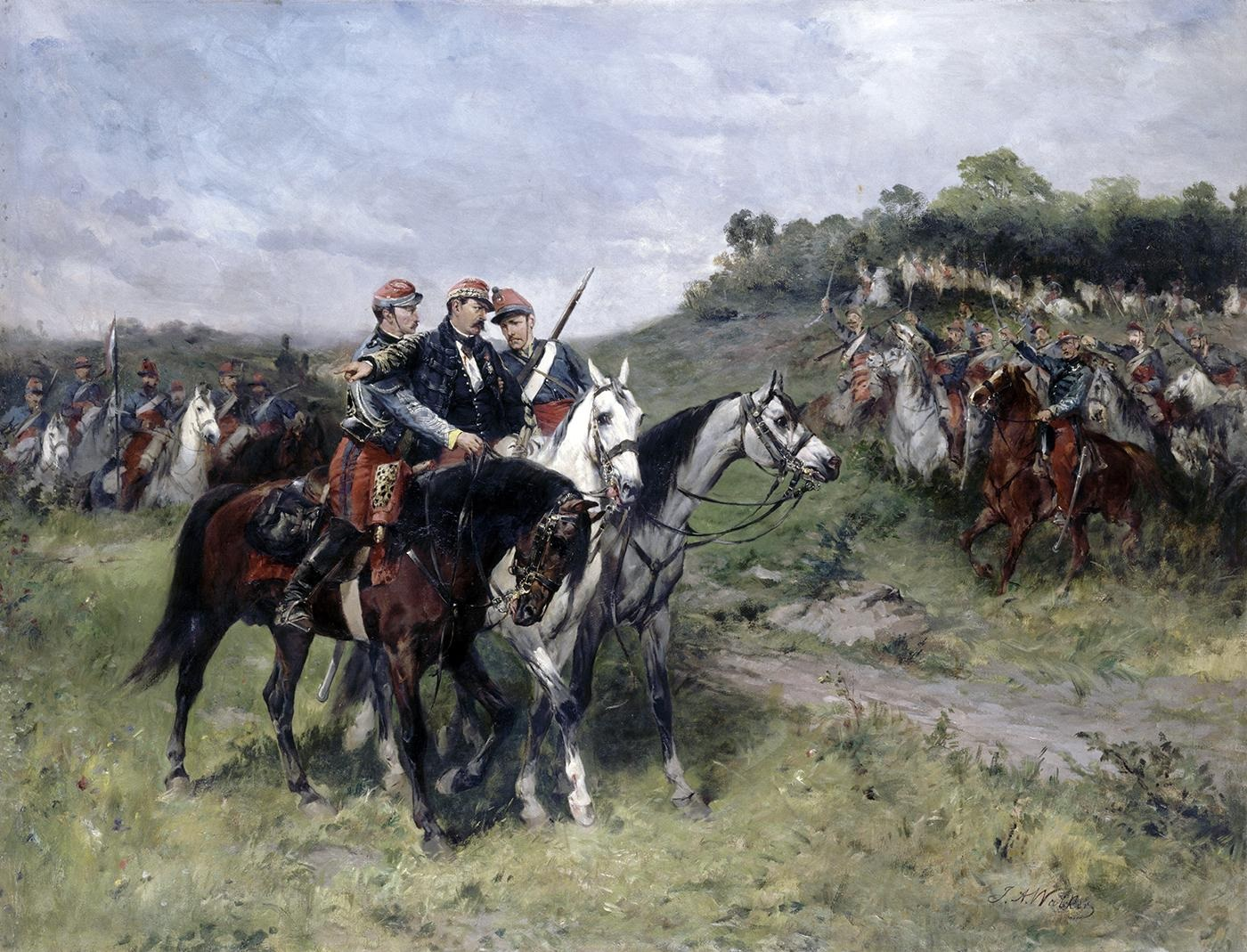
Le Général Margueritte mortellement blessé à Floing (bataille de Sedan), le 1 septembre 1870, Paris, musée de l'Armée.

James Alexander Walker est le fils de James Alexander Walker et de Félicienne Dacosta de la Feuillère.
Il épouse Virginie Mathivet.
Admis aux Beaux-Arts de Paris dans l'atelier de Picot, il est l'ami d'Alphonse de Neuville, Jean-Georges Vibert et Berne-Bellecour.
Il peint surtout des sujets militaires et des scènes de batailles.
Au Salon de 1887, il obtient une mention honorable pour son tableau Voie perdue.
Il meurt à son domicile parisien de la villa des Arts le 24 décembre 1898.